# Lutjanus rufolineatus
Lutjanus rufolineatus là một loài cá biển thuộc chi Lutjanus trong họ Cá hồng. Loài này được mô tả lần đầu tiên vào năm 1830.

## Từ nguyên
Từ định danh được ghép bởi hai âm tiết trong tiếng Latinh: rufus ("đỏ") và lineata ("sọc"), hàm ý đề cập đến các sọc đỏ dọc theo chiều dài cơ thể của loài cá này (có lẽ là ở các mẫu vật đã được bảo quản trong cồn).

## Phạm vi phân bố và môi trường sống
Từ Lakshadweep và Maldives, L. rufolineatus được phân bố trải dài về phía đông đến quần đảo Marshall, Samoa và Tonga, ngược lên phía bắc đến Nam Nhật Bản (gồm cả quần đảo Ogasawara), giới hạn phía nam đến Úc. L. rufolineatus cũng được ghi nhận tại vùng biển Việt Nam.
L. rufolineatus sống trên các rạn san hô ở độ sâu đến ít nhất là 200 m, có thể hợp thành đàn đến vài trăm cá thể.

## Mô tả
Chiều dài cơ thể lớn nhất được ghi nhận ở L. rufolineatus là 30 cm. Cá có màu hồng hoặc hơi đỏ, trắng/xám bạc ở bụng. Hai bên lườn có các dải sọc vàng dọc theo chiều dài cơ thể. Một số cá thể có đốm đen nằm dưới vây lưng mềm, ngang đường bên. Gai vây lưng màu trắng, có viền vàng ở rìa. Vây đuôi màu vàng. Các vây còn lại vàng nhạt, nhưng vây bụng đôi khi là màu trắng.
Số gai ở vây lưng: 10; Số tia vây ở vây lưng: 13–14; Số gai ở vây hậu môn: 3; Số tia vây ở vây hậu môn: 8; Số tia vây ở vây ngực: 16–17.

## Sinh học
Thức ăn của L. rufolineatus là các loài cá nhỏ hơn và các loài động vật giáp xác. Loài này có thể sống đến ít nhất là 12 năm.

## Thương mại
L. rufolineatus là một loài cá có giá trị trong ngành đánh bắt thủ công, thường được bán tươi ở các chợ cá.